# Joseph C. O’Mahoney
Joseph C. O'Mahoney (Chelsea, 1884. november 5. – Bethesda, 1962. december 1.) az Amerikai Egyesült Államok szenátora (Wyoming, 1934–1953 és 1954–1961).